# IDE大学協会
IDE大学協会（アイディーイーだいがくきょうかい、英語: Institute for Development of Higher Education）は、日本の大学、および大学関係者を中心とした個人によって組織され、「わが国の大学を中心とする高等教育の充実と発展に資すること」を目的に掲げている任意団体。
1954年、尾高朝雄、坂西志保らの呼びかけによって民主教育協会 (Institute for Democratic Education) として設立され、蠟山政道を初代会長としたが、当初は、教育全般の民主化に関心を寄せる大学人の会であった。1957年から協会誌『IDE』を隔月刊で刊行し、1961年からは題号を改めた『民主教育協会誌IDE』を月刊で刊行し始めた。1972年に天城勲が第3代会長となって以降，活動領域が高等教育に特化し、協会誌『IDE』にも「現代の高等教育」という副題が追記されるようになった。
発足当初から、研究活動が重視され、大学教育に関する先駆的な出版物を刊行し、また1979年には財団法人高等教育研究所を併設し『高等教育研究紀要』を刊行した。
2004年に、大幅な組織改編がおこなわれ、財団法人が解消されるとともに、協会本体の名称、英文名称も現行のものに変更された。2022年現在の会長は、佐々木毅である。2022年現在、『IDE現代の高等教育』は、年間10回刊行されている。また、首都圏をカバーする本部のほか、北海道、東北、東海、近畿、中国四国、九州に支部があり、各地でセミナーなどが開催されている。